# Каггва, Джулиус
Джулиус Каггва (англ. и суахили Julius Kaggwa) — угандийский активист, выступающий за права трансгендерных и интерсекс-людей. Исполнительный директор организации поддержки интерсекс-людей в Уганде «Support Initiative for People with atypical sex Development (SIPD)». В 2010 году Каггва стал один из лауреатов премии Human Rights First в области прав человека. В следующем году он стал одним из лауреатов премии «Human Rights Defenders Award».

## Правозащитная деятельность
Каггва проводит кампании по вопросам здравоохранения, поддержки и защиты прав человека в отношении интерсекс-людей, а также людей, не соответствующим гендерным нормам. Также он  выступает против угандийского законопроекта об антигомосексуальности.
Каггва описал, как дети-интерсексы могут быть изуродованы или убиты из-за стигматизации, также, как матери таких детей могут подвергаться стигматизации. Деятельность SIPD направлена на изменение отношения и поддержку надлежащего медицинского обслуживания интерсекс-людей. Как христианин, Каггва утверждает, что насилие и дискриминация в отношении ЛГБТ-людей несовместимы с его верой. В 2016 году Каггва рассказал, как рост дискриминации в отношении ЛГБТ в Уганде привел к снижению безопасности интерсекс-людей.

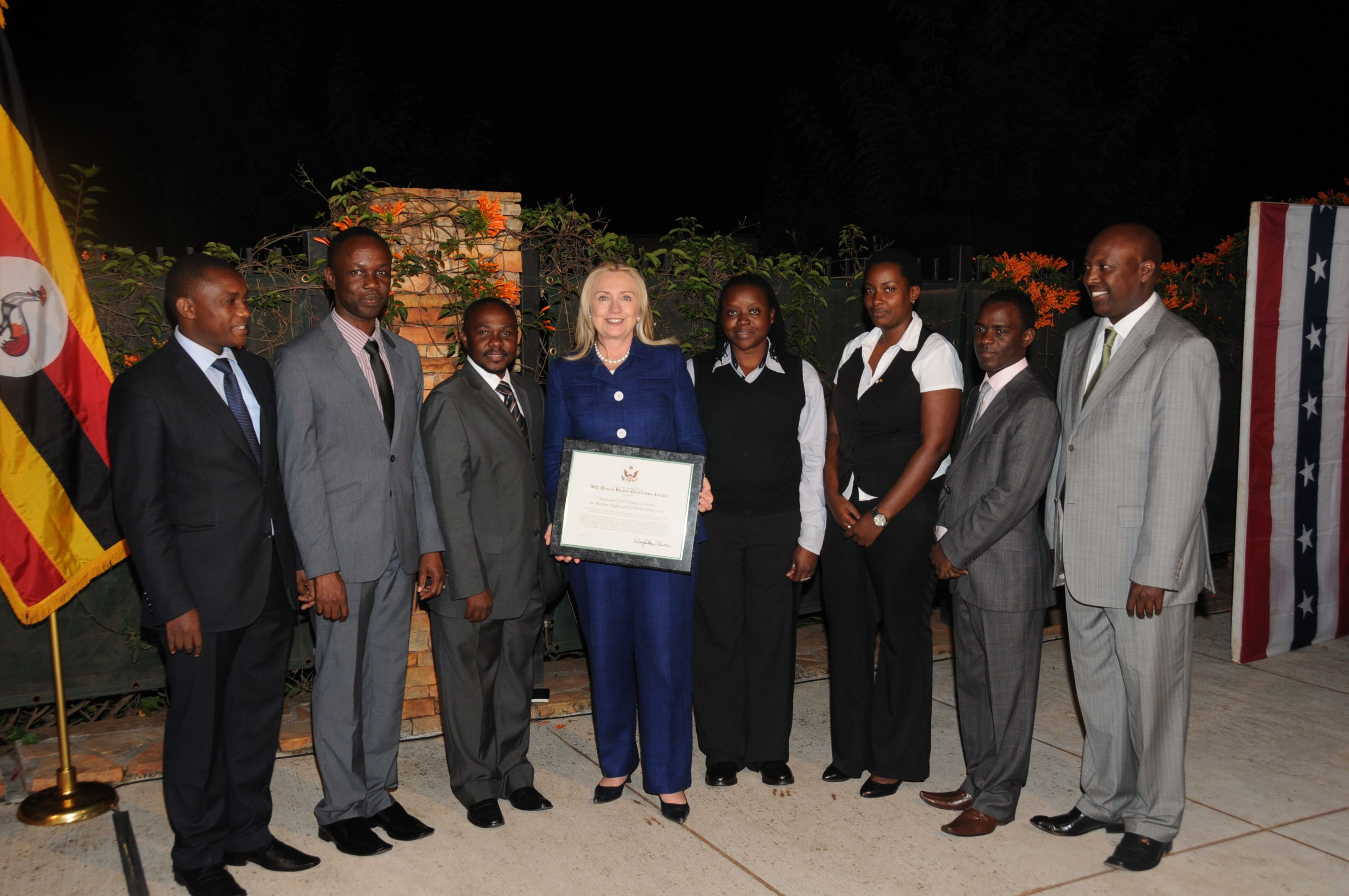
Госсекретарь США Хиллари Клинтон фотографируется с лауреатами награды Human Rights Defender Award 2011 года, в том числе с Джулиусом Каггва в Кампале, Уганда, 3 августа 2012 года.

## Награды и признание
В 2010 году Каггва был один из лауреатов премии Human Rights First 2010 в области прав человека за свою борьбу против законопроекта против гомосексуальности в Уганде, помогающую создать более терпимую среду для сексуальных меньшинств.
Как член Угандской коалиции гражданского общества по правам человека и конституционному праву, Каггва был один из лауреатов в номинации «Human Rights Defenders Award 2011».